# Groot Belang
Groot Belang is een voormalig kanaalwaterschap in de provincie Groningen.
De aanliggende eigenaren van de Bokswijk en de Barkelazwet (de grens tussen de gemeentes Pekela en Bellingwedde) richtten in 1912 een vereniging op om de beide kanalen bevaarbaar te maken. In het vervolg daarop werd een waterschap opgericht. 
Waterstaatkundig gezien ligt het gebied sinds 2000 binnen dat van het waterschap Hunze en Aa's.